# Brignole (Adelsgeschlecht)

Wappen der Brignole-Sale

Brignole, auch Brignole-Sale (weitere Varianten: de Brignoles Sales, de Brignoles de Sales, in Italien auch de Brignolet Salet) ist der Name eines genuesischen Adelsgeschlechtes. Von den zwei Hauptlinien Brignole und Brignole-Sale lebt die erstere fort, während die letztere nominell 1876 bzw. 1888 erloschen ist.
Die Brignole zählten seit dem 16. Jahrhundert zur Genueser Führungsschicht und brachten seitdem zahlreiche Politiker, Diplomaten und Kleriker hervor, profilierten sich aber auch als Kunstsammler, Bauherren und Mäzene. In Stadtgeschichte und Stadtbild Genuas lässt sich ihr Einfluss bis heute nachweisen, aber auch in Paris, wo etwa eine Straße den Namen "Rue Brignole" trägt. Den Höhepunkt ihrer politischen und gesellschaftlichen Bedeutung erlebte die Familie im 18. Jahrhundert. Im 19. Jahrhundert galt sie, durch das Finanzgewerbe sowie eine geschickte Heiratspolitik zu großem Wohlstand gekommen, als eine der reichsten nichtfürstlichen Familien Italiens und ganz Europas. Mit Maria Brignole Sale De Ferrari (1811–1888) ist die Familie erloschen, sie hinterließ den Palazzo Ridolfo e Giovanni Francesco Brignole Sale (Palazzo Rosso) mit reicher Kunstsammlung der Stadt Genua.

## Geschichte
Die Brignole waren ursprünglich Seidenweber in Rezzoaglio in den Ligurischen Alpen und gehörten zur Partei der Guelfen. 1350 siedelte die Familie nach Rapallo um, 1353 nach Genua. In der Folge bekleideten dort einige Mitglieder der Familie, die ursprünglich zum einfachen Volk gehörte, Positionen in der Verwaltung. Nachdem Niccolo Brignole, der Nachlassverwalter von Christoph Kolumbus, in den 1470er Jahren Genueser Gesandter beim Herzogtum Mailand wurde, wurde die Familie 1528 durch den Dogen Andrea Doria schließlich ins Patriziat aufgenommen. Bis 1576 gehörte die Familie dann der "Cicala"-Partei an, einer der achtundzwanzig Klientelgruppen in Genua.
Als "Aufsteiger" aus dem Handwerk zählten die Brignole zum Neuadel, dessen Betätigungsfeld die Industrie war, im Unterschied zum Finanzwesen, der Domäne des alten italienischen Adels. Das änderte sich in der ersten Hälfte des 16. Jahrhunderts: Die Brignole schlossen eine Allianz mit den Durazzo und Balbi und stiegen groß ins Geldgeschäft ein. Bereits um 1550 unterhielten sie Handelsbeziehungen mit der spanischen Krone, die dauernd auf italienische Geldgeber angewiesen war. Die Geschichte der Brignole gilt deshalb als bedeutendster Fall sozialen Aufstiegs im Genueser Patriziat, zumal er sich binnen gerade einmal eines Jahrhunderts vollzog. 1635 schließlich wird Gian Francesco Brignole-Sale Doge von Genua, der erste von insgesamt vier aus seiner Familie, die damit endgültig die Spitze der sozialen Hierarchie in Genua erklommen hat.

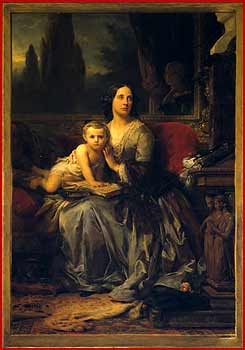
Die Mäzenin Maria Brignole Sale De Ferrari (1811–1888), mit der der Zweig Brignole-Sale erlosch. Gemälde von Léon Cogniet

Im 17. Jahrhundert schließlich vertreten die Brignole, im Unterschied zu den meisten ihrer Genueser Standesgenossen, eine antispanische Politik, suchen die Anlehnung an das aufstrebende Frankreich und versuchen, freilich erfolglos, Genua als mediterrane Seemacht zu reetablieren. Äußerer Ausdruck ihrer neuen Größe ist einerseits die Belehnung mit der Markgrafschaft Groppoli – ein Territorium, das der Doge Gian Francesco Brignole 1606 erheiratet und 1610 als Lehen erhalten hatte – 1626 durch den Großherzog von Toskana: anderseits die Errichtung des Palazzo Ridolfo e Giovanni Francesco Brignole Sale (Palazzo Rosso) in den Jahren 1671 bis 1676, als letzter der gentilizischen Paläste in der Genueser Prachtstraße Strada nuova. Mit Gian Francescos Heirat mit der Alleinerbin des Hauses Sale entsteht schließlich der Familienzweig Brignole-Sale.
Allerdings scheitert der Versuch seiner Nachkommen, Groppoli als Grundherrschaft unmittelbar zu beherrschen, am Widerstand der toskanischen Regierung, die, seit 1737 unter Habsburgischer Dynastie, eine zentralistische, antifeudalistische Politik im Sinne der Aufklärung verfolgt. 1773 kommt es gar zum Aufstand der Bauern von Groppoli gegen die Brignole, wobei deren Schloss belagert wird; 1774 schließlich wird das Lehen von Großherzog Leopold eingezogen, nur den Titel "Marchese di Groppoli" dürfen die Brignole-Sale weiterführen. Er erlischt mit dem Tod von Anton Brignole Sale 1863.

## Familienmitglieder

### Die Dogen
- Gian Francesco I Brignole Sale († 1637), 1635–37
- Gian Francesco II Brignole Sale (1695–1760), 1746–48
- Rodolfo Emilio Brignole Sale (1708–1774), italienischer Politiker und der 167. Doge der Republik Genua
- Giacomo Maria Brignole (1724–1801), 1779–81 sowie 1796–97

### Weitere
- Anton Giulio Brignole Sale (1605–1662), italienischer Humanist
- Catherine de Brignole-Sale (1737–1813), Fürstin von Monaco
- Anna Pieri Brignole Sale (1765–1815), Vertraute der Kaiserin Marie Louise
- Antonio Brignole Sale (1786–1863), ligurischer sowie sardisch-piemontesischer Diplomat
- Marie Pelline Thérèse Cathérine de Brignole-Sale (1787–1825), verheiratete Herzogin von Dalberg, Ehefrau von Herzog Emmerich Joseph von Dalberg
- Giacomo Luigi Brignole (1797–1853), Kardinal der römisch-katholischen Kirche
- Maria Brignole Sale De Ferrari (1811–1888), Salonière und Mäzenin

## Bauwerke

### In Genua

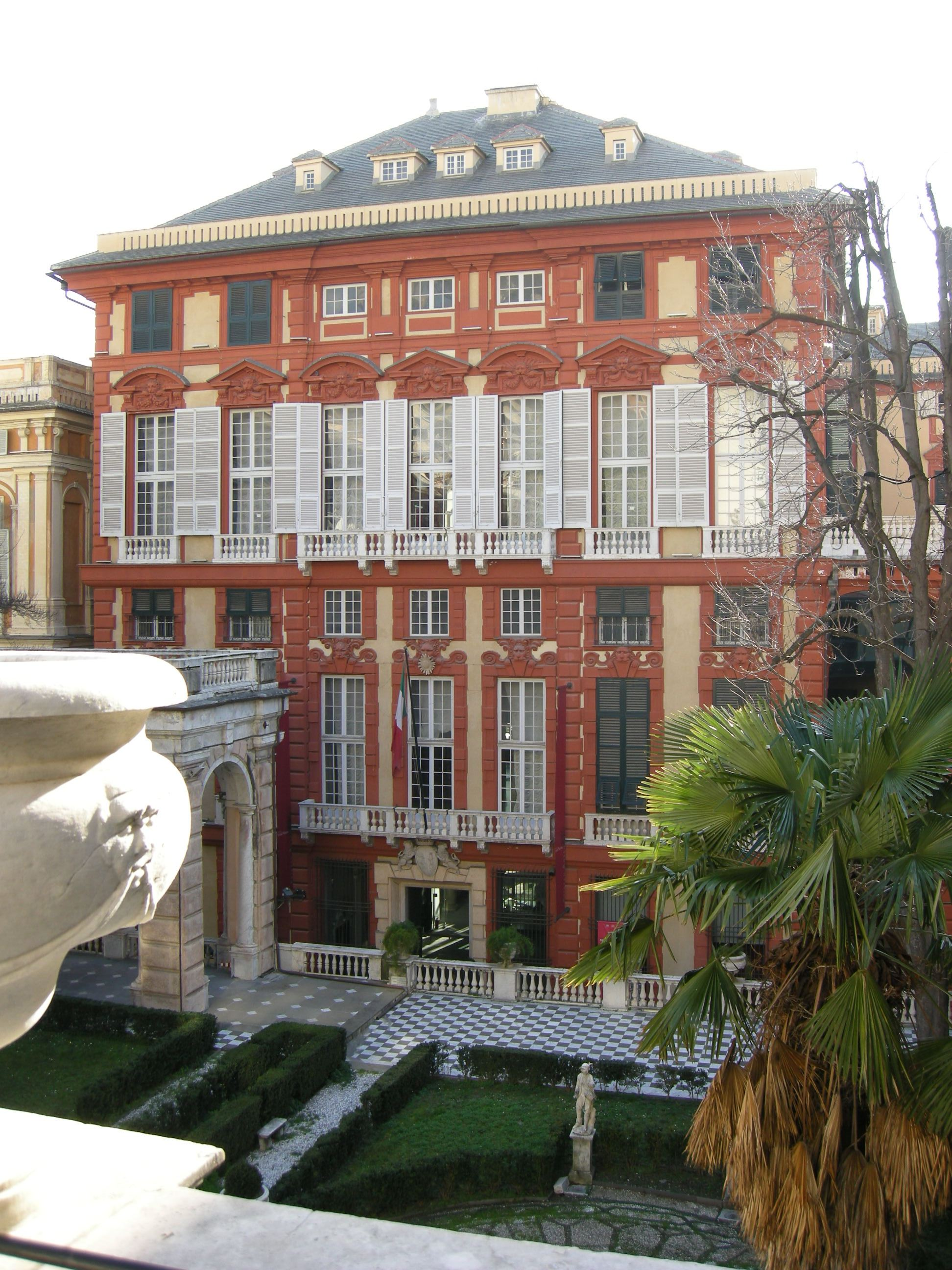
Palazzo Ridolfo e Giovanni Francesco Brignole Sale (Palazzo Rosso), Genua

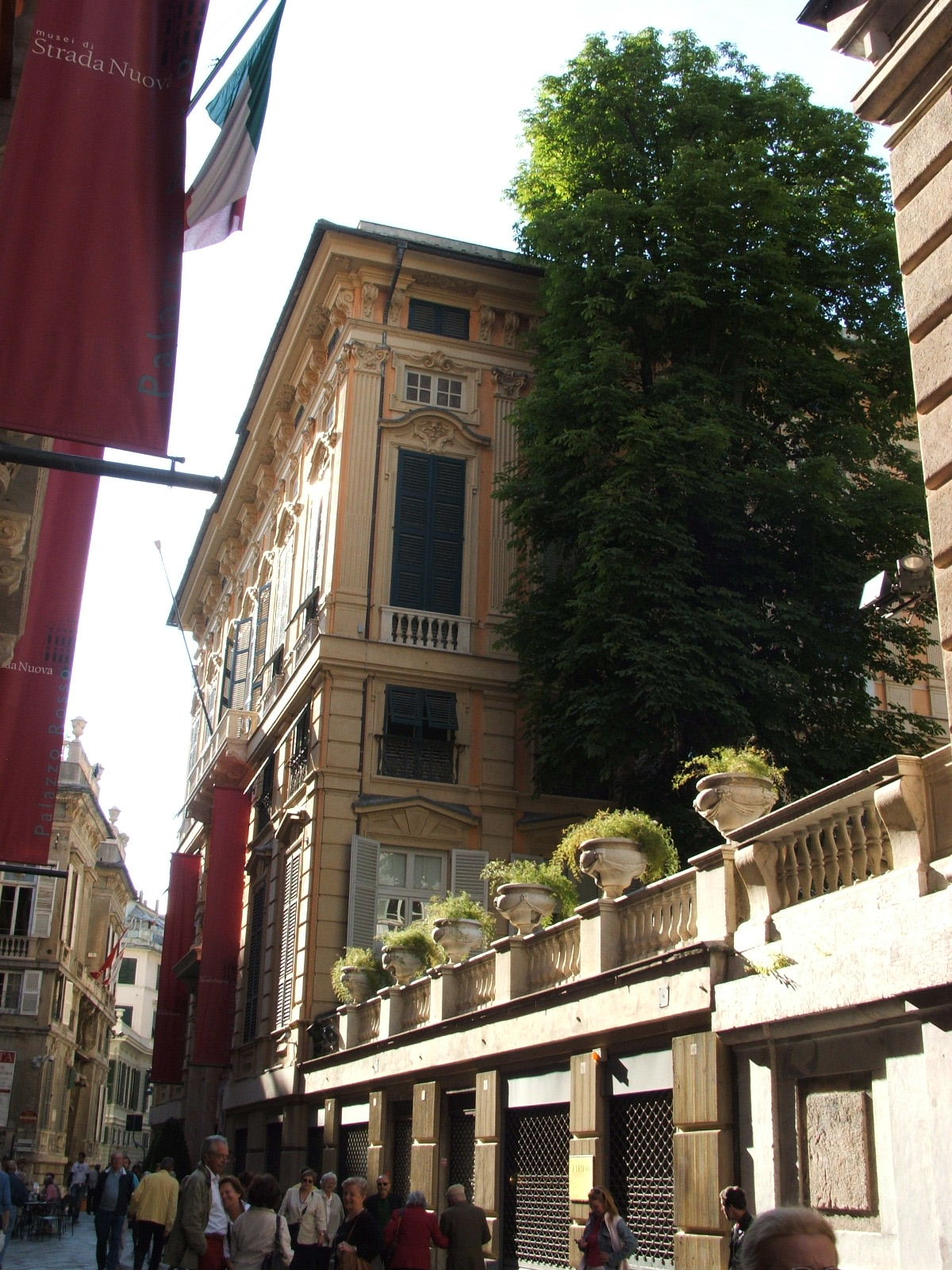
Palazzo Luca Grimaldi (Palazzo Bianco)

- Palazzo Ridolfo e Giovanni Francesco Brignole Sale (Palazzo Rosso)
- Palazzo Luca Grimaldi (Palazzo Bianco)
- Palazzo Gio Carlo Brignole
- Palazzo Gio. Carlo De Franchi
- Palazzo di Giulio Sale
- Palazzo di Francesco Grimaldi-Brignole
- Palazzo Gio Battista Grimaldi (vico San Luca)

### In Ligurien
- Markgräfliches Schloss und Villa Brignole in Groppoli
- Palazzo Brignole-Sale in Groppoli
- Villa Brignole in Albaro
- Villa Brignole in Voltri
- Palazzo Brignole in Novi Ligure
- Castello di Montecalvo Versiggia

### In Paris
- Hôtel Matignon, von 1852 bis 1888 im Besitz der Familie
- Palais Galliera-Brignole, heute Sitz des Musée de la mode Paris, Gründung der Maria Brignole-Sale de Ferrari
- Hôtel de Monaco, heute Sitz des polnischen Botschaft.

## Titel und Würden
- Patrizier von Genua ("Magnifizenz", "Erlaucht")
- Senator ("Exzellenz") von Genua
- "Stadtvater" von Genua
- Doge von Genua ("Durchlaucht")
- "König" von Korsika von 1746 bis 1748 qua Dogeat
- Marchese di Brignole
- Marchese di Groppoli
- "Comte de l’Empire" und "Préfêt de l’Empire" unter Napoleon I.
- Herzog von Galliera
- Fürst von Lucedio